# Dusona diversa
Dusona diversa là một loài tò vò trong họ Ichneumonidae.